# Liste der Kulturdenkmale in Stapel (Kreis Schleswig-Flensburg)
In der Liste der Kulturdenkmale in Stapel sind alle Kulturdenkmale der schleswig-holsteinischen Gemeinde Stapel (Kreis Schleswig-Flensburg) aufgelistet (Stand: 14. April 2025).
Die Bodendenkmale sind in der Liste der Bodendenkmale in Stapel (Kreis Schleswig-Flensburg) aufgeführt.

## Legende
In den Spalten befinden sich folgende Informationen:
- Objekt-ID: die Nummer des Kulturdenkmales
- Lage: die Adresse des Kulturdenkmales und die geographischen Koordinaten. Kartenansicht, um Koordinaten zu setzen. In der Kartenansicht sind Kulturdenkmale ohne Koordinaten mit einem roten Marker dargestellt und können in der Karte gesetzt werden. Kulturdenkmale ohne Bild sind mit einem blauen Marker gekennzeichnet, Kulturdenkmale mit Bild mit einem grünen Marker.
- Offizielle Bezeichnung: Bezeichnung des Kulturdenkmales
- Beschreibung: die Beschreibung des Kulturdenkmales
- Bild: ein Bild des Kulturdenkmales

## Sachgesamtheiten
| Objekt-ID      | Lage                                                   | Offizielle Bezeichnung | Beschreibung | Bild                             |
| -------------- | ------------------------------------------------------ | ---------------------- | --- | -------------------------------- |
| 40990 Wikidata | Am Markt, Meiereistraße 5 (54° 20′ 55″ N, 9° 13′ 5″ O) | Kirche St. Katharinen  | Kirche St. Katharinen; auf 12./13. Jh. zurückgehend, 1754; Ensemble aus Kirche mit Ausstattung, Kirchhof mit Grabmalen in musealer Aufstellung, Granitwall und Kirchhofspforten sowie ehem. Pastorat; Kirche flach gedeckter Feldsteinbau aus dem 1. Viertel des 13. Jhs. und runden Westturm, Vorgänger des 12. Jhs. im unteren Bereich des Chores aufgegangen, frühgotisches Portal, bauliche Erneuerungen von 1876 und 1979; Ausstattung Altaraufbau von 1609, Marmortaufe des 15. Jhs., Kanzel mit Schalldeckel von 1615/16, Orgelprospekt von 1800; umgebender Kirchhof mit Grabsteinen vor 1870, geböschtem Granitwall und geschmiedeten Kirchhofspforten; ehemaliges Pastorat eingeschossiger, hell gefasster Backsteinbau von 1754 mit reetgedecktem Halbwalmdach - Begründung: geschichtlich, wissenschaftlich, künstlerisch, städtebaulich, Kulturlandschaft prägend - Schutzumfang: Kirche St. Katharinen mit Ausstattung, Kirchhof mit Grabmalen bis 1870, Kirchhofspforten, Granitwall/-Böschung (Am Markt); Pastorat (Meiereistraße 5) | weitere Fotos \| Fotos hochladen |

## Mehrheit von baulichen Anlagen
| Objekt-ID      | Lage                                                | Offizielle Bezeichnung          | Beschreibung | Bild |
| -------------- | --------------------------------------------------- | ------------------------------- | --- | ---- |
| 42374 Wikidata | Westerort 5, 6, 8, 10 (54° 20′ 53″ N, 9° 12′ 50″ O) | Bauernhausgruppe Westerort 5-10 | Bauernhausgruppe Westerort 5-10; 18.-19. Jh.; am Südrand des Ortes, teils in Reihe gelegene Gruppe von vier Backsteinbauten mit reetgedeckten Halbwalmdächern, Nr. 5, 8 und 10 giebelständige Fachhallenhäuser, Nr. 6 traufständiges Wohnhaus - Begründung: geschichtlich, städtebaulich, Kulturlandschaft prägend - Schutzumfang: Wohn- und Wirtschaftsgebäude (Westerort 5, 8, 10), Wohnhaus (Westerort 6) | BW   |

## Bauliche Anlagen
| Objekt-ID      | Lage                                           | Offizielle Bezeichnung                | Beschreibung | Bild                             |
| -------------- | ---------------------------------------------- | ------------------------------------- | --- | -------------------------------- |
| 5132 Wikidata  | Am Markt (54° 20′ 55″ N, 9° 13′ 4″ O)          | Kirche St. Katharinen mit Ausstattung | Die ältesten Teile der romanischen Feldsteinkirche stammen aus dem 12. Jahrhundert, Kirchenschiff, Turm und Apsis entstanden in der ersten Hälfte des 13. Jahrhunderts. Dithmarscher brannten die Kirche im 15. Jahrhundert zweimal nieder, Reparaturen und zahlreiche Umbauten veränderten im Lauf der Jahrhunderte immer wieder ihre Erscheinung. Kirche St. Katharinen; auf 12./13. Jh. zurückgehend; Kirche mit Ausstattung, flach gedeckter Feldsteinbau aus dem 1. Viertel des 13. Jhs. mit rundem Westturm, Vorgänger des 12. Jhs. im unteren Bereich des Chores aufgegangen, frühgotisches Portal, bauliche Erneuerungen von 1876 und 1979; Ausstattung Altaraufbau von 1609, Marmortaufe des 15. Jhs., Kanzel mit Schalldeckel von 1615/16, Orgelprospekt von 1800 - Begründung: geschichtlich, wissenschaftlich, künstlerisch, städtebaulich, Kulturlandschaft prägend - Schutzumfang: gesamtes Objekt - Denkmaltyp: Bauliche Anlage, Sachgesamtheit: Kirche St. Katharinen | weitere Fotos \| Fotos hochladen |
| 41211 Wikidata | Breite Straße 14 (54° 21′ 47″ N, 9° 14′ 37″ O) | Wohn- und Wirtschaftsgebäude          | Wohn- und Wirtschaftsgebäude; 19. Jh.; Hallenhaus mit rechtwinklig angefügtem Wohnflügel, geschlämmter Gelbsteinbau auf Granitquadersockel, reetgedecktes Walmdach - Begründung: geschichtlich, städtebaulich, Kulturlandschaft prägend - Schutzumfang: gesamtes Objekt - Denkmaltyp: Bauliche Anlage | BW                               |
| 8814 Wikidata  | Kleine Straße 8 (54° 21′ 47″ N, 9° 14′ 44″ O)  | Querdielenhaus                        | Wohn- und Wirtschaftsgebäude; 2. Hälfte 19. Jh.; langgestrecktes Bauernhaus mit reetgedecktem Walmdach, gelbes Backsteinmauerwerk über Granitquadersockel, Quererschließung - Begründung: geschichtlich, städtebaulich - Schutzumfang: gesamtes Objekt - Denkmaltyp: Bauliche Anlage | weitere Fotos \| Fotos hochladen |
| 30191 Wikidata | Kleine Straße 10 (54° 21′ 47″ N, 9° 14′ 42″ O) | Wohn- und Wirtschaftsgebäude          | Wohn- und Wirtschaftsgebäude; im Kern 1789; längserschlossenes Hallenhaus mit rechtwinklig angefügtem Wohnflügel, Gelbsteinbau auf Granitquadersockel mit reetgedecktem Halbwalmdach, Teile noch in Fachwerk - Begründung: geschichtlich, Kulturlandschaft prägend - Schutzumfang: gesamtes Objekt - Denkmaltyp: Bauliche Anlage | BW                               |
| 3490 Wikidata  | Kleine Straße 16 (54° 21′ 47″ N, 9° 14′ 37″ O) | Fachhallenhaus                        | Das Haus wurde 1531 erbaut, es hat ein gelbes Verblendmauerwerk und ein Reetdach. Das Ständerwerk ist aus Eiche und teilweise im Originalzustand erhalten. Das Haus wurde denkmalgerecht renoviert, der früheren Stallbereiches zu Wohnzwecken in den 1980er-/1990er-Jahren ausgebaut. Die Hofvorfahrt ist mit dem ursprünglichen sogenannten Katzenkopfpflaster belegt. Alteintragung (Aktualisierung vorgesehen) - Begründung: Alteintragung (Aktualisierung) - Schutzumfang: Alteintragung (Aktualisierung vorgesehen) - Denkmaltyp: Bauliche Anlage | weitere Fotos \| Fotos hochladen |
| 3805 Wikidata  | Mühlenstraße 1 (54° 20′ 59″ N, 9° 13′ 0″ O)    | Bauernhaus Ohlsen                     | Das „Ohlsenhaus“ wird in seinen ältesten Teilen auf etwa 1703/1704 datiert. 1936; Fachhallenhaus mit reetgedecktem Schopfwalmdach, repräsentative Torgiebelwand mit gestaffeltem Fachwerkgiebel; Wirtschaftsteil um Querflügel erweitert und Wohnbereich im Heimatschutz erneuert. Das ursprünglich 21 m lange Fachhallenhaus war als Rauchhaus konzipiert und erfuhr durch An- und Umbauten zahlreiche Veränderungen. Weitgehend im Urzustand ist der Torgiebel mit Krüppelwalm. - Begründung: geschichtlich, städtebaulich, Kulturlandschaft prägend - Schutzumfang: Bauernhaus Ohlsen, - Denkmaltyp: Bauliche Anlage | weitere Fotos \| Fotos hochladen |
| 31965 Wikidata | Mühlenstraße 28 (54° 21′ 22″ N, 9° 12′ 35″ O)  | Wohn- und Wirtschaftsgebäude          | Wohn- und Wirtschaftsgebäude; 1827; eingeschossiger Gelbsteinbau auf L-förmigem Grundriss mit reetgedeckten Halbwalmdächern, Wohnteil mit mittigem Zwerchhaus u. teilausgebautem Dachraum, Scheunenteil mit Längsdurchfahrt, Innenständer- und Dachwerk nahezu vollständig erhalten, zwei überwölbte Kellerräume Begründung: geschichtlich, Kulturlandschaft prägend Schutzumfang: gesamtes Objekt Denkmaltyp: Bauliche Anlage | BW                               |
| 7070 Wikidata  | Schulstraße 1 (54° 21′ 39″ N, 9° 14′ 42″ O)    | Bauernhaus                            | Der ehemalige Hof Jöns wurde 1526 erbaut und ist damit das zweitälteste Gebäude im Ort. Das Jönshaus diente nach Restaurierung als Dorfgemeinschaftshaus und bildete den kulturellen Mittelpunkt der Gemeinde. Außer Veranstaltungen und Vereinsaktivitäten wurden dort auch Trauungen durchgeführt. Das Haus wurde 2017 an Privat verkauft. Alteintragung (Aktualisierung vorgesehen) - Begründung: Alteintragung (Aktualisierung) - Schutzumfang: Alteintragung (Aktualisierung vorgesehen) - Denkmaltyp: Bauliche Anlage | weitere Fotos \| Fotos hochladen |
| 9367 Wikidata  | Steinschleuse 1 (54° 20′ 30″ N, 9° 16′ 12″ O)  | Wärterhaus                            | Alteintragung (Aktualisierung vorgesehen) - Begründung: Alteintragung (Aktualisierung) - Schutzumfang: Alteintragung (Aktualisierung vorgesehen) - Denkmaltyp: Bauliche Anlage | weitere Fotos \| Fotos hochladen |
| 28439 Wikidata | Steinschleuse 1 (54° 20′ 29″ N, 9° 16′ 13″ O)  | Nebengebäude                          | Alteintragung (Aktualisierung vorgesehen) - Begründung: Alteintragung (Aktualisierung) - Schutzumfang: Alteintragung (Aktualisierung vorgesehen) - Denkmaltyp: Bauliche Anlage | weitere Fotos \| Fotos hochladen |
| 9340 Wikidata  | Steinschleuse 2 (54° 20′ 29″ N, 9° 16′ 7″ O)   | Schöpfwerk mit Pumpe                  | Alteintragung (Aktualisierung vorgesehen) - Begründung: Alteintragung (Aktualisierung) - Schutzumfang: Alteintragung (Aktualisierung vorgesehen) - Denkmaltyp: Bauliche Anlage | weitere Fotos \| Fotos hochladen |
| 9368 Wikidata  | Steinschleuse 4 (54° 20′ 29″ N, 9° 16′ 5″ O)   | Schlotschleuse                        | Alteintragung (Aktualisierung vorgesehen) - Begründung: Alteintragung (Aktualisierung) - Schutzumfang: Alteintragung (Aktualisierung vorgesehen) - Denkmaltyp: Bauliche Anlage | weitere Fotos \| Fotos hochladen |
| 3795 Wikidata  | Steinschleuse (54° 20′ 28″ N, 9° 16′ 7″ O)     | Alte Schleuse                         | Alteintragung (Aktualisierung vorgesehen) - Begründung: Alteintragung (Aktualisierung) - Schutzumfang: Alteintragung (Aktualisierung vorgesehen) - Denkmaltyp: Bauliche Anlage | weitere Fotos \| Fotos hochladen |
| 3804 Wikidata  | Vogteistraße 3 (54° 20′ 54″ N, 9° 13′ 13″ O)   | ehem. Amtshaus                        | 1821 an die Apotheke angebaute Landschreiberei, Sitz des Landvogts. Alteintragung (Aktualisierung vorgesehen) - Begründung: Alteintragung (Aktualisierung) - Schutzumfang: Alteintragung (Aktualisierung vorgesehen) - Denkmaltyp: Bauliche Anlage | Fotos hochladen                  |
| 8903 Wikidata  | Vogteistraße 5 (54° 20′ 54″ N, 9° 13′ 14″ O)   | Alte Apotheke                         | Teilweise verputzter Fachwerkbau, Grundsteinlegung 1810, ursprünglich Sitz des Distriktarztes. Alteintragung (Aktualisierung vorgesehen) - Begründung: Alteintragung (Aktualisierung) - Schutzumfang: Alteintragung (Aktualisierung vorgesehen) - Denkmaltyp: Bauliche Anlage | Fotos hochladen                  |
| 31969 Wikidata | Westerort 8 (54° 20′ 54″ N, 9° 12′ 51″ O)      | Wohn- und Wirtschaftsgebäude          | Wohn- und Wirtschaftsgebäude; 1830; stattlicher Gelbsteinbau mit reetgedecktem Halbwalmdach, giebelständiges Fachhallenhaus mit straßenseitigem Dielentor, Längswand in Rotstein, im Rückgiebel Fachwerk - Begründung: geschichtlich, städtebaulich, Kulturlandschaft prägend - Schutzumfang: Wohn- und Wirtschaftsgebäude, - Denkmaltyp: Bauliche Anlage, Mehrheit von baulichen Anlagen: Bauernhausgruppe Westerort 5-10 | BW                               |

## Gründenkmale
| Objekt-ID      | Lage                                  | Offizielle Bezeichnung | Beschreibung | Bild                             |
| -------------- | ------------------------------------- | ---------------------- | --- | -------------------------------- |
| 19476 Wikidata | Am Markt (54° 20′ 55″ N, 9° 13′ 2″ O) | Kirchhof               | Kirchhof St. Katharinen; auf 12./13. Jh. zurückgehend; längliche, gerundete Anlage, begrünt, kranzartiger historischem Baumbestand, Einfriedung geböschte, wallartige Granitmauer und Kirchhofstor, museal aufgestellte Grabsteine vor 1870 - Begründung: geschichtlich, wissenschaftlich, künstlerisch, städtebaulich, Kulturlandschaft prägend - Schutzumfang: Kirchhof, Grabmale bis 1870, Kirchhofspforten, Granitwall/- böschung - Denkmaltyp: Gründenkmal, Sachgesamtheit: Kirche St. Katharinen | weitere Fotos \| Fotos hochladen |

## Ehemalige Kulturdenkmale
| Objekt-ID      | Lage                                        | Offizielle Bezeichnung | Beschreibung    | Bild |
| -------------- | ------------------------------------------- | ---------------------- | --------------- | ---- |
| 27660 Wikidata | Mühlenstraße 1 (54° 20′ 59″ N, 9° 13′ 2″ O) | Grabstein Odefei       | Bauliche Anlage | BW   |

## Quelle
- Liste der Kulturdenkmale in Schleswig-Holstein – Kreis Schleswig-Flensburg
- Jörg Ewersen et al. In: Amt Stapelholm: Stapelholmer BaukulTour. Eigenverlag, Norderstapel 2006